# Magnolia arcabucoana
Espèce
Statut de conservation UICN

 EN B1ab(ii,iii,v) : En danger
Magnolia arcabucoana est une espèce de plantes à fleurs de la famille des Magnoliaceae. C'est un arbre endémique de Colombie.

## Répartition et habitat
Cette espèce est endémique de Colombie. Elle pousse dans la forêt de nuage sub-Andéenne entre 2 000 et 2 250 m d'altitude.